# Gunung Tinggi (Serapit)
Gunung Tinggi is een bestuurslaag in het regentschap Langkat van de provincie Noord-Sumatra, Indonesië. Gunung Tinggi telt 1842 inwoners (volkstelling 2010).